# Altdorf (Esslingeni járás)
Altdorf település Németországban, azon belül Baden-Württembergben. Lakosainak száma 1682 fő (2023. december 31.).

## Népesség
A település népessége az elmúlt években az alábbi módon változott:
| Lakosok száma | 722  | 1531 | 1685 | 1700 | 1681 | 1706 | 1682 |
|               | 1975 | 2014 | 2017 | 2019 | 2021 | 2022 | 2023 |